# Babîcivka, Cervonoarmiisk
Babîcivka (în ucraineană Бабичівка) este localitatea de reședință a comunei Babîcivka din raionul Cervonoarmiisk, regiunea Jîtomîr, Ucraina.

## Demografie
Componența lingvistică a localității Babîcivka
     Ucraineană (97,16%)
     Alte limbi (0,95%)
Conform recensământului din 2001, majoritatea populației localității Babîcivka era vorbitoare de ucraineană (97,16%), existând în minoritate și vorbitori de polonă (1,9%).